# Nobelpriskonserten
Nobelkonserten är den konsert av klassisk musik som hålls i anslutning till Nobelfesten. Konserten arrangeras varje år den 8 december, och den första upplagan visades den dagen 1991, för vilken orkestern dirigerades av George Solti och med den nyzeeländska operastjärnan Kiri Te Kanawa.[källa behövs]